# Spaceflight IC-1
Spaceflight IC-1: An Adventure in Space ist ein britischer Science-Fiction-Film aus dem Jahr 1965 über eine Meuterei auf einem interstellaren Raumflug.

## Handlung
Wegen der Überbevölkerung der Erde im Jahr 2015 befindet sich das Raumschiff IC-1 seit einem Jahr auf einer 25-jährigen Reise zu dem erdähnlichen Planeten Earth Two, um dort den Grundstein für eine neue menschliche Zivilisation zu legen. An Bord befinden sich vier Paare: der Kommandeur des Schiffs Mead Ralston und seine Frau Jan, die für die Erziehung der Kinder an Bord zuständig ist, das Ärzte-Ehepaar Steven und Helen Thomas, der Ingenieur John Saunders und die Biologin Kate Saunders, die auch für die Ernährung der Crew verantwortlich ist, sowie der Computerexperte Carl Walcott und die Psychologin Joyce Walcott. Ein weiteres Crewmitglied ist Dr. Garth, dessen menschlicher Körper (außer dem Kopf) durch eine Maschine ersetzt wurde. Zudem gibt es vier Passagiere, die für die Zeit des Fluges in einer Art Kryostase gehalten werden, und die drei etwa fünfjährigen Jungen Don, Michael und Robert, die Söhne der Ehepaare, Thomas, Walcott und Saunders. Die Paare haben vor, zur Besiedlung des neuen Planeten bald Mädchen zur Welt zu bringen.
Captain Ralston führt seine Crew mit harter Hand und achtet genau auf die Einhaltung aller Vorschriften; eine kleine Überraschungsparty anlässlich des ersten Jahrestages der Reise wird von ihm sofort aufgelöst. Als Steven Thomas bei seiner Frau eine schwere Bauchspeicheldrüsenentzündung diagnostiziert, bittet er den Captain, zur Erde zurückzukehren, damit sie dort behandelt werden kann, andernfalls hätte sie nur wenige Jahre zu leben. Ralston lehnt ab und duldet keine Diskussion darüber. Helen bittet ihn daraufhin, solange sie noch lebt, noch ein Kind zur Welt bringen zu dürfen. Auch das lehnt Ralston ab, woraufhin Helen sich das Leben nimmt.
Steven gibt Ralston die Schuld am Tod seiner Frau und zettelt eine Meuterei gegen ihn an. Er schlägt ihn nieder, sperrt ihn in seiner Kabine ein und wird von den anderen Crewmitgliedern zum neuen Kommandeur gewählt. Nur Carl bleibt dem Captain treu. Er befreit Ralston aus seiner Kabine, der das Kommando wieder übernimmt und damit droht, bei weiteren Befehlsverweigerungen die Selbstzerstörung des Schiffes zu aktivieren. Steven soll wegen Meuterei hingerichtet werden, indem man ihn ins All hinausbefördert. Zuvor soll er aber einen der Passagiere, den Rechtsmediziner Dr. Griffith, aus der Kryostase aufwachen lassen, damit dieser ihn ersetzen kann. Steven ist unsicher, ob Dr. Griffith körperlich und psychisch gesund aufwachen wird.
Griffith wacht in einem unbeobachteten Moment auf und entweicht, nicht ansprechbar und offenbar nicht zurechnungsfähig, aus dem Labor. Er schleicht sich in die Kommandozentrale des Captains, überwältigt und tötet ihn. Kurz darauf stirbt er selbst an inneren Verletzungen durch ein zu schnelles Auftauen seines Körpers.
Steven übernimmt wieder das Kommando. Bei der Trauerfeier für Ralston und Griffith greift Jan Ralston, die sich innerlich schon lange von ihrem herrschsüchtigen Mann abgewendet hatte, nach Stevens Hand.

## Produktion
Der Film wurde von der auf Low-Budget-Filme spezialisierten Produktionsfirma Lippert Films produziert und in den Shepperton Studios in Surrey gedreht. Der Kinostart im Verleih von 20th Century Fox war in den USA im Oktober 1965 und in Großbritannien im Juni 1967.

## Rezeption
“Good idea, but an indifferent script and dull direction weigh the action and ideas down.”

„Gute Idee, aber ein indifferentes Drehbuch und eine langweilige Regie belasten die Handlung und die Ideen.“